# Scutellaria californica
Scutellaria californica är en kransblommig växtart som beskrevs av Asa Gray. Scutellaria californica ingår i Frossörtssläktet som ingår i familjen kransblommiga växter. Inga underarter finns listade i Catalogue of Life.